# گره جفتی (قالی)
گره جفتی یکی از انواع گره‌ها در قالیبافی است که نوعی تقلب در بافت محسوب می‌شود.
در این نوع گره به جای اینکه نخ خامه تنها به دور یک تار بپیچد، گاهی دور چهار تا شش تار پیچیده می‌شود.
گره جفتی ابتدا در مشهد مورد استفاده قرار گرفت و از آنجا به نقاط دیگر رفت.
گره جفتی در هر دو نوع بافت فرش از جمله ترکی باف و فارسی باف دیده می‌شود. این تقلب را در فرش‌های درشت بافت با کمی دقت می‌توان تشخیص داد ولی در قالی‌های ریز بافت به ویژه هنگامی که در آن‌ها پودهای رنگی به کار رفته باشد بسیار مشکل است. با این نوع گره زنی گرچه از مدت بافت بسیار کاسته می‌شود ولی در عوض حاصلی جز فرش‌های پوک و بی دوام نخواهد داشت.